# Джорджадзе
Джорджадзе (груз. ჯორჯაძე) — грузинский княжеский род.
Согласно преданиям, происходит из Кавказской Албании. К 980 году представители рода уже поселились в Месхетии, а к 1466 году переселились в Кахетию. Правители даровали Джорджадзе княжеское достоинство и титулы, подобно моурави Грема и Энисели. Нодар Джорджадзе в 1683 году был пожалован поместьями в Кахетии.
В Российской империи Джорджадзе сохранили свое княжеское достоинство и титул и были признаны князьями в указах 1829 и 1850 годов. Род Джорджадзе внесён в V часть родословной книги Тифлисской губернии.
- Джорджадзе, Дмитрий Александрович (1898—1985) — грузинский князь.

В настоящее время в Грузии проживают 154 Джорджадзе.
Улицы Арчила Джорджадзе и Закарии Джорджадзе есть в Тбилиси, Телави, Кварели, Боржоми, Марнеули, Сенаке, Хашури и Поти.